# Unterthalham (Sankt Wolfgang)
Unterthalham ist ein Ortsteil der Gemeinde Sankt Wolfgang im oberbayerischen Landkreis Erding.

## Lage
Der Weiler Unterthalham liegt 3,5 Kilometer westlich von Sankt Wolfgang. Er liegt in der Luftlinie 2,7 Kilometer südlich der Bundesautobahn A 94, von deren Ausfahrt 24 (Lengdorf) er auf einer 7 Kilometer langen Fahrt zu erreichen ist.

## Bevölkerungsentwicklung
Um 1871 gab es in Unterthalham insgesamt 13 Einwohner. Im Mai 1987 lebten dort 12 Einwohner in vier Wohngebäuden.
| Jahr      | 1871 | 1925 | 1950 | 1970 | 1987 |
| Einwohner | 13   | 16   | 16   | 14   | 12   |